# Yrkesakademin
YrkesAkademin AB är en leverantör av uppdrags- och arbetsmarknadsutbildningar i Sverige och Finland. Företaget köptes 2010 av Fagerberg & Dellby, som sålde till den nuvarande ägaren Capman Buyout X Fund A Lp under 2014.